# Touchdown PCR
La touchdown PCR è una tecnica in grado di aumentare la specificità di una reazione di PCR. La maggior parte dei termociclatori può essere programmata per effettuare cicli in cui la temperatura di appaiamento venga abbassata progressivamente durante le varie fasi della PCR, da un iniziale valore superiore alla Tm attesa fino ad un valore inferiore alla Tm. Mantenendo inizialmente molto alta la stringenza dell'ibridazione, si scoraggia la formazione di aspecifici, consentendo alla sequenza desiderata di predominare.